# Aïn Smara
Aïn Smara è un comune dell'Algeria, situato nella provincia di Costantina.